# Union française

Union française. Territorien nach Status:
Mutterland und Übersee-Départements
Überseeterritorien
Assoziierte Territorien
Schraffiert: Assoziierte Staaten (Unabhängigkeit vor 1958)

Nach dem Zweiten Weltkrieg schuf Frankreich 1946 die Union française (Französische Union) mit dem Ziel, sein Kolonialreich nach dem Vorbild des britischen Commonwealth of Nations umzugestalten. Am Beispiel der Französischen Union und des Commonwealth orientierte sich wiederum die Niederländisch-Indonesische Union. 1958 wurde die Union française in die Communauté française (Französische Gemeinschaft) umgewandelt.

## Entwicklung
Basis waren die Grundsätze, die 1944 auf der Konferenz von Brazzaville formuliert wurden, zu der der Führer des Freien Frankreich Charles de Gaulle die Gouverneure der afrikanischen Kolonien berufen hatte. Er kündigte eine humanere Kolonialpolitik an, schloss aber eine Selbstregierung der Kolonien im Sinn nationaler Souveränitätsrechte auch für die Zukunft aus. Zugleich mit der Vierten Republik wurde am 27. Oktober 1946 die Union française gebildet. In der neuen französischen Verfassung von 1946 wurde die Beziehung der Kolonien und ihrer Bewohner zum französischen Mutterland neu geregelt. Die unterschiedliche Verwaltungsstruktur der Kolonialgebiete wurde nicht verändert. Es gab weiterhin 
- die Übersee-Départements, die als integraler Bestandteil der Republik galten
- Überseeterritorien, deren Einwohner ebenfalls als Bürger der Republik galten, aber vom französischen Überseeministerium verwaltet wurden
- assoziierte Territorien, die Frankreich im Auftrag des Völkerbundes bzw. der UNO verwaltete (die ehemaligen deutschen Kolonien Kamerun und Togo), die wie die Überseeterritorien verwaltet wurden, aber ohne französisches Bürgerrecht für die Bewohner
- assoziierte Staaten: die Protektorate Tunesien und Marokko
- Staaten, die bereits ihre Unabhängigkeit erklärt hatten und die nun Mitglieder der Union française werden sollten (Indochina)

Das ehemalige Völkerbundmandat für Syrien und Libanon wurde nicht mehr Mitglied der Union. Frankreich hatte zwar versucht, die dauerhafte Präsenz Frankreichs in diesen Ländern zu erzwingen, hatte aber im Juli 1945 ihre vollständige Unabhängigkeit zugestehen müssen. 1946 zogen die französischen Truppen unter dem Druck Großbritanniens und syrisch-nationalistischer Gruppen ab.
Mit der Gründung der Fünften Republik wurde die Union française am 4. Oktober 1958 in die Communauté française (Französische Gemeinschaft) umgewandelt. 
Vorsitzender der Union war der Präsident der Französischen Republik. Frankreich sollte nur noch die gemeinsame Außen-, Verteidigungs-, Justiz- und Währungspolitik der Mitgliedstaaten kontrollieren. Die Union sollte „hundert Millionen Franzosen“ umfassen.
Die Union schrumpfte 1953/54 um die unabhängig gewordenen assoziierten Staaten Indochinas (Vietnam, Laos und Kambodscha), 1956 wurden Marokko und 1957 Tunesien souverän. Französisch-Indien fiel 1956 an Indien. Auch danach hielt der Zusammenbruch des Kolonialsystems an. Zum Beispiel trat Guinea der auf die Union folgenden Communauté française niemals bei.